# Здание Нижегородского общественного собрания
Здание Нижегородского общественного собрания — памятник истории в историческом центре Нижнего Новгорода. Состоит из двух зданий: жилого дома инженера А. И. Узатиса, известного также как доходный дом Узатиса — Рукавишникова и усадебный дом Рукавишниковых (1864—1865, архитектор не установлен) и здания концертного зала-театра (1912—1913), спроектированного Фёдором Осиповичем Шехтелем — одним из наиболее ярких представителей стиля модерн в русском и европейском зодчестве, принадлежащим к числу крупнейших архитекторов рубежа XIX—XX столетий.
Жилой дом инженера А. И. Узатиса в 1979 году был частично реконструирован по проекту архитектора С. А. Тимофеева в стиле советского декоративизма. В наши дни в доме располагается Нижегородский государственный академический театр кукол. В здании концертного зала-театра находится кинотеатр «Орлёнок».

## История

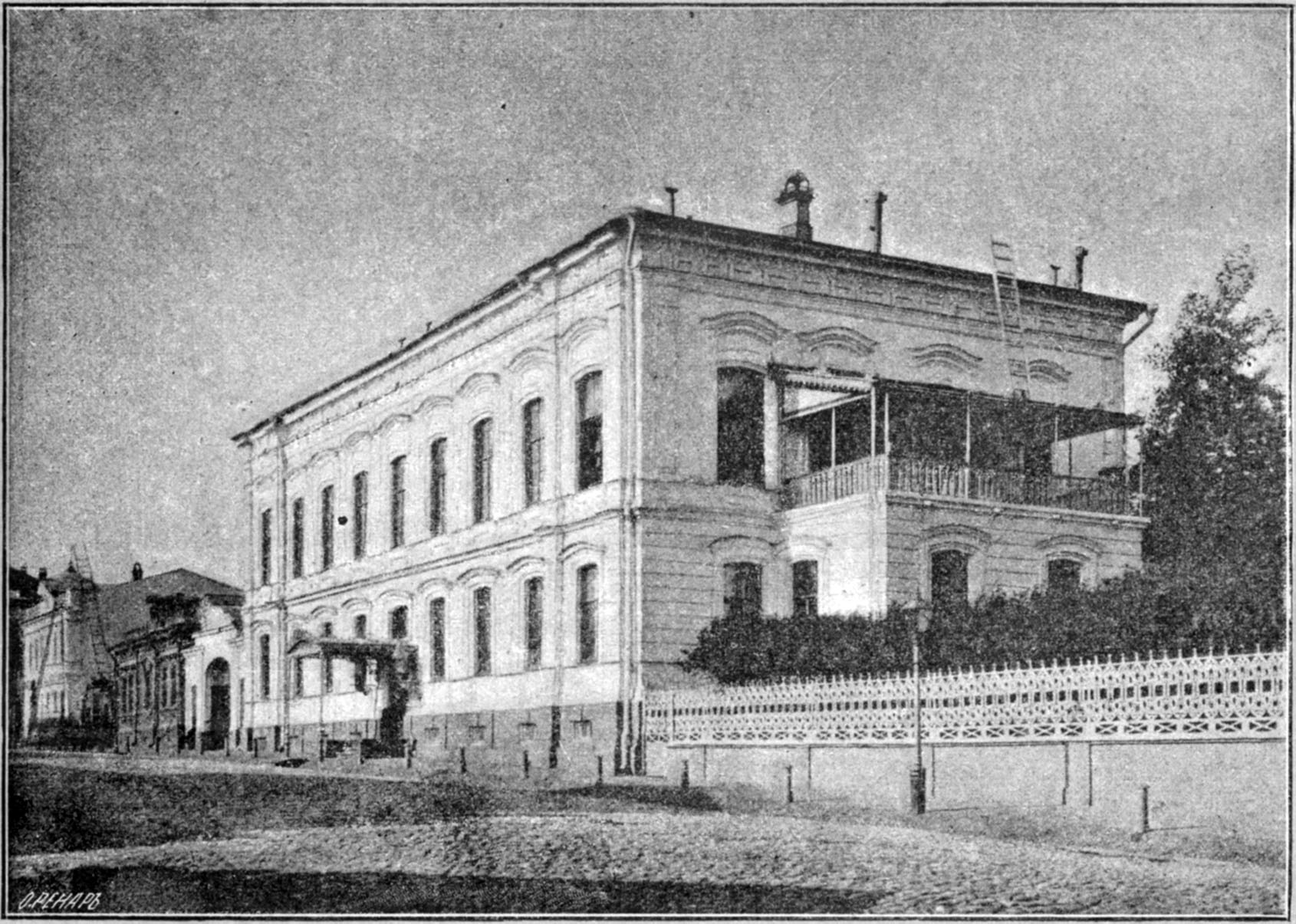
Дом А. И. Узатиса, 1890-е годы

Первым из двух зданий памятника в 1864—1865 годах построен двухэтажный жилой дом инженера и учёного А. И. Узатиса, который на тот момент являлся управляющим Сормовских заводов. Автор проекта здания в настоящий момент не установлен. Позже дом перешёл в собственность потомственного почётного гражданина, представителя одной из наиболее известных нижегородских купеческих фамилий И. М. Рукавишникова. С этого времени здание сдавали в аренду Нижегородскому Общественному собранию, городскому клубу конца XIX — начала XX веков, ставшему на тот момент центром музыкальной жизни города.
И. М. Рукавишников скончался 25 января 1906 года и усадьба на большой Покровской улице была выставлена на продажу. В 1911 году её выкупил крестьянин Семёновского уезда С. Я. Фролов, на тот момент крупный домовладелец Нижнего Новгорода. При нём старый дом был расширен каменным пристроем по Большой Покровской улице и Мышкину переулку (сегодня — Университетский переулок). Общественное собрание заключило с Фроловым новый контракт, по которому владелец обязался устроить во вновь выстроенном здании «концертный зал-театр», при этом вся усадьба до начала строительных работ переходила в аренду городскому клубу.
В исполнение контракта, 20 мая 1912 года состоялась торжественная церемония закладки нового здания. После, во время завтрака, устроенного в летнем павильоне клуба в Мининском саду (на территории Нижегородского кремля), членам клуба были продемонстрированы чертежи на постройку будущего здания, в котором предполагалось разместить «первый в городе по величине концертный зал». Автором проекта трёхэтажного с антресолями пристроя выступил академик архитектуры Фёдор Осипович Шехтель. Надзор за строительством принял на себя городской архитектор Н. М. Вешняков, являвшийся старостой Общественного собрания. Оформлением интерьеров зала и фойе занялся художник В. Е. Егоров — преподаватель Строгановского училища в Москве, декорировавший ярмарку и город в преддверии приезда царской семьи.
К конце 1913 года все строительные работы были завершены и помещение нового концертного зала быстро приобрело популярность у горожан. Здесь же действовало музыкальное училище местного отделения Императорского русского музыкального общества, связанное с именем В. Ю. Виллуана — выпускника Московской консерватории, ученика П. И. Чайковского, одного из организаторов народной консерватории в 1918 году.
15 ноября (2 ноября по старому стилю) 1917 года в здании Общественного собрания была провозглашена советская власть в Нижнем Новгороде и губернии. В последующем здесь размещались «Советский клуб», «Клуб моряков», проходили партийные конференции и съезды. С 1937 по 1971 год часть здания занимала областная филармония, где состоялись два первых фестиваля «Современная музыка» (1962 и 1964 года).
Старый дом А. И. Узатиса в 1979 году был реконструирован по проекту архитектора С. А. Тимофеева, после чего здесь разместился Горьковский кукольный театр (сегодня — Нижегородский государственный академический театр кукол). В ходе работ был ликвидирован главный подъезд с улицы Большой Покровской, а левый торец оформлен новым входом в театр. Между входным порталом театра и соседним зданием Музея истории художественных промыслов была возведена радиальная перемычка с прямоугольной аркой, за которой находится вход в музей. Главный фасад, выходящий на Большую Покровскую, в целом сохранил исторический вид. 
В здании-пристрое долгое время располагался кинотеатр «Палас»; в настоящее время его занимает кинотеатр «Орлёнок».

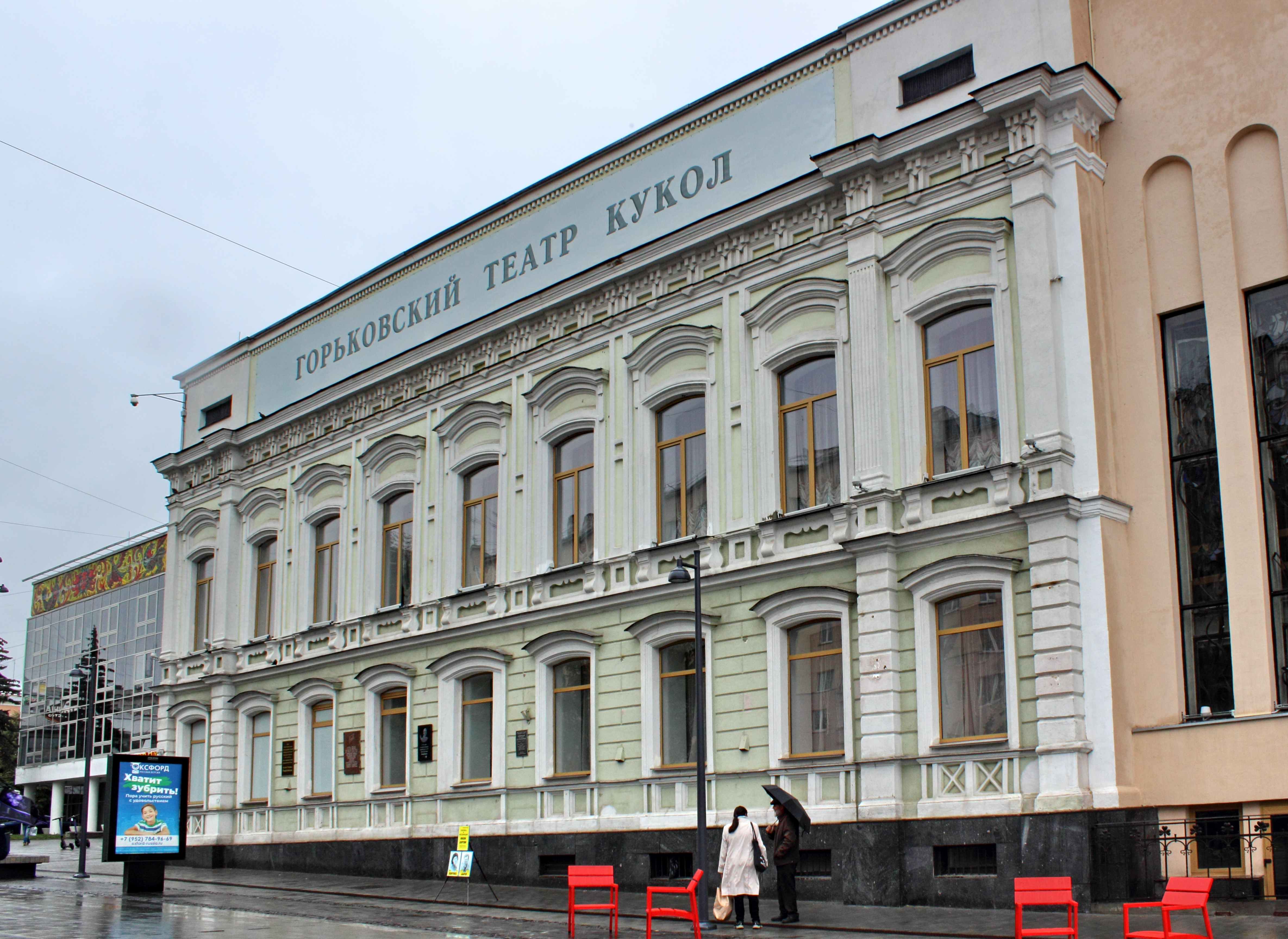
Жилой дом инженера А. И. Узатиса (1864—1865)
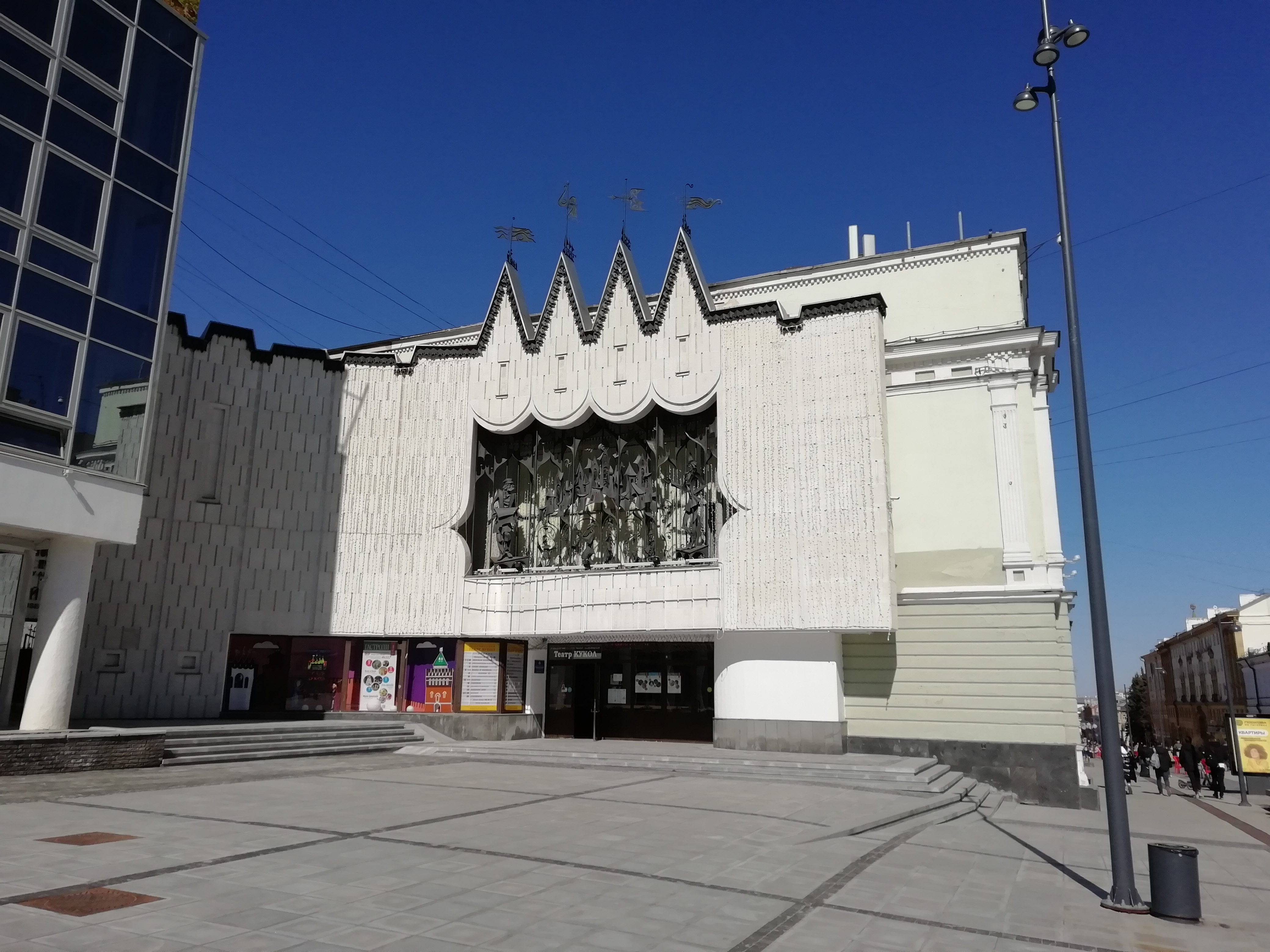
Входной портал НГАТК (1979, арх. С. А. Тимофеев)
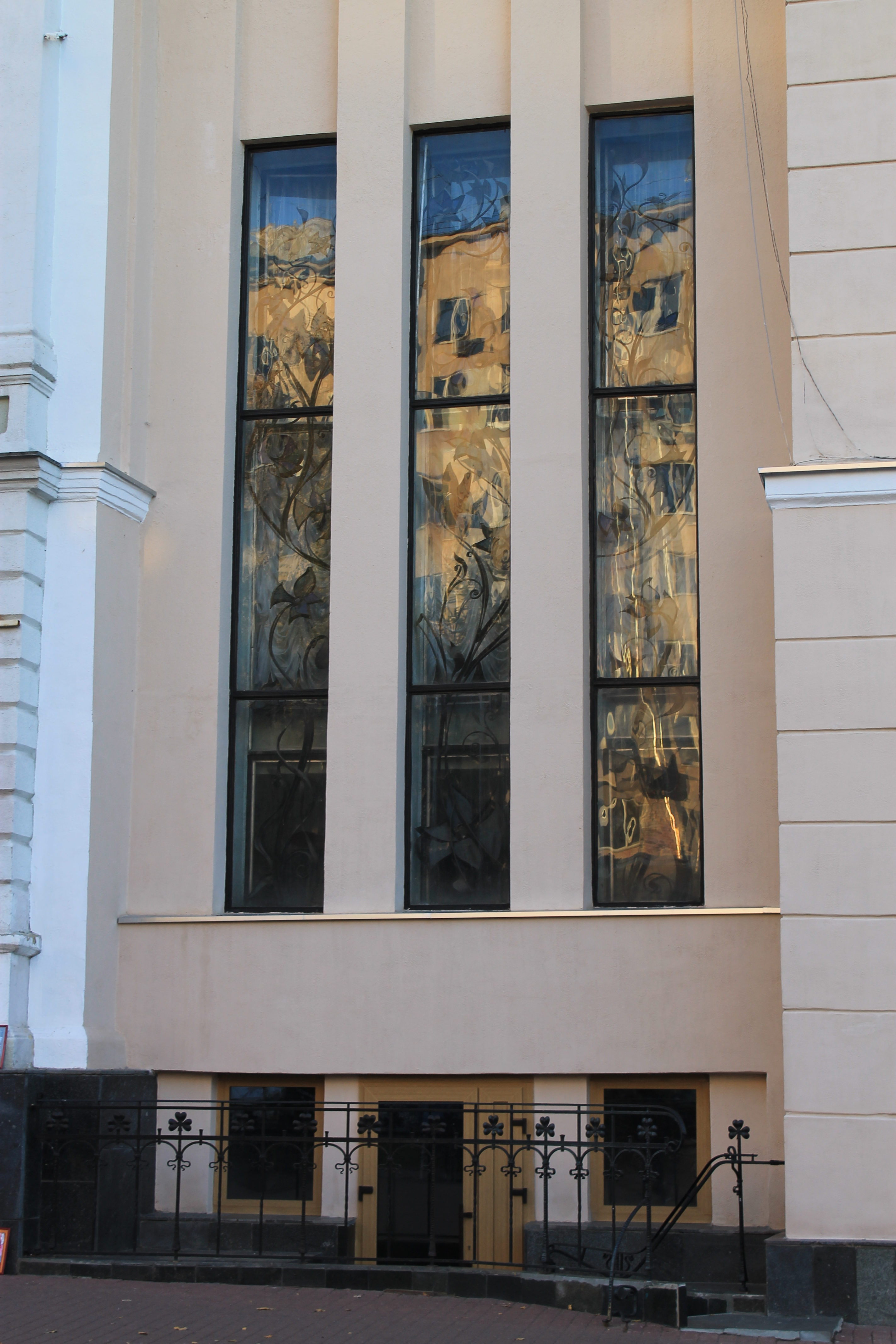
Соединительная вставка между домами. До реконструкции 1979 года на её месте находился входной портал с колоннами и балконом.
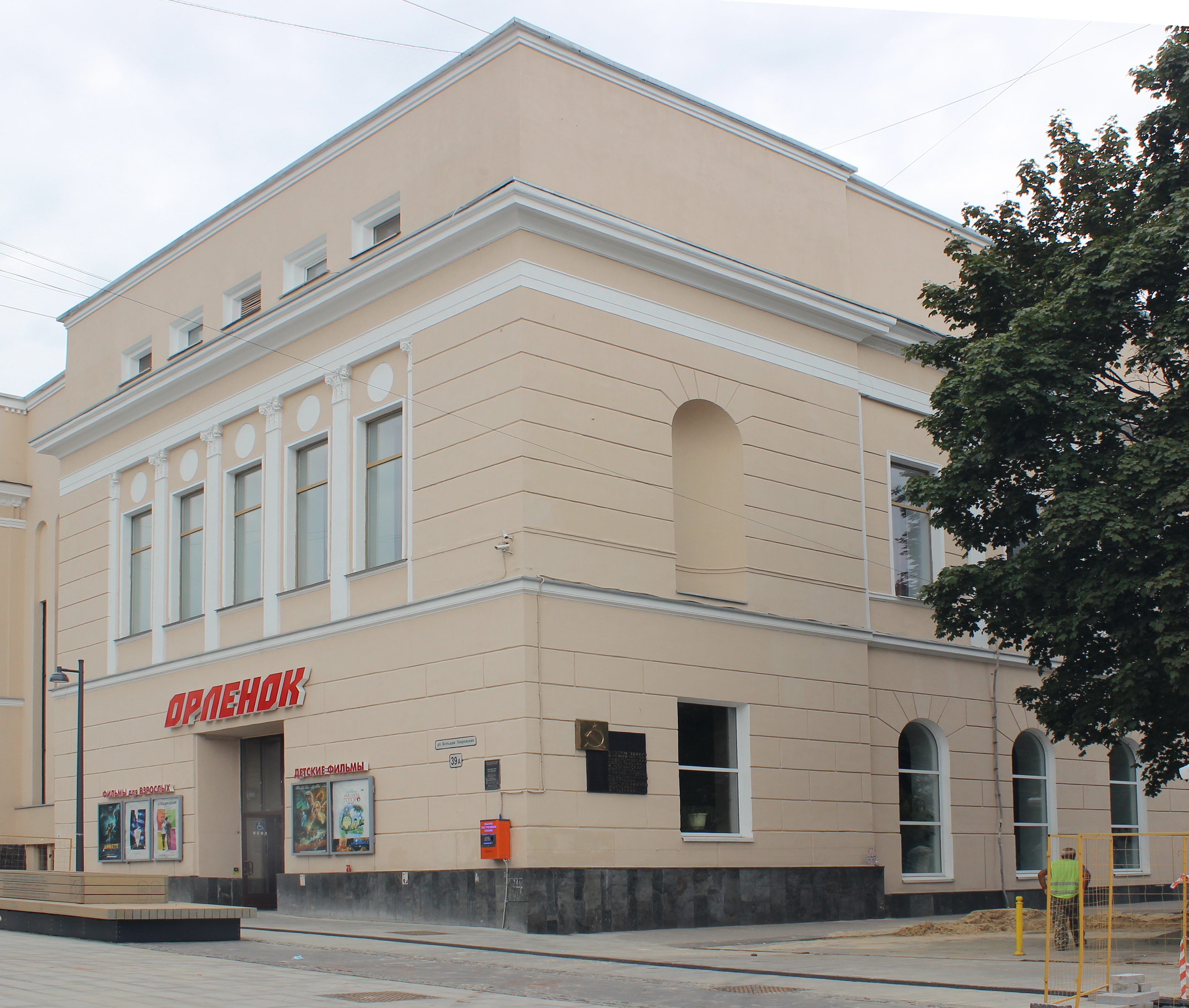
Здание концертного зала-театра (1912—1913, арх. Ф. О. Шехтель)